# Observatório do Patrimônio Religioso
O Observatório do Patrimônio Religioso (em francês: Observatoire du patrimoine religieux) (OPR) é uma associação francesa que trabalha para preservar e aprimorar o patrimônio religioso francês, com todos os cultos e épocas combinados. Foi fundada em 2006 por Béatrice de Andia e presidida desde 2015 por Édouard de Lamaze.